# Cioli

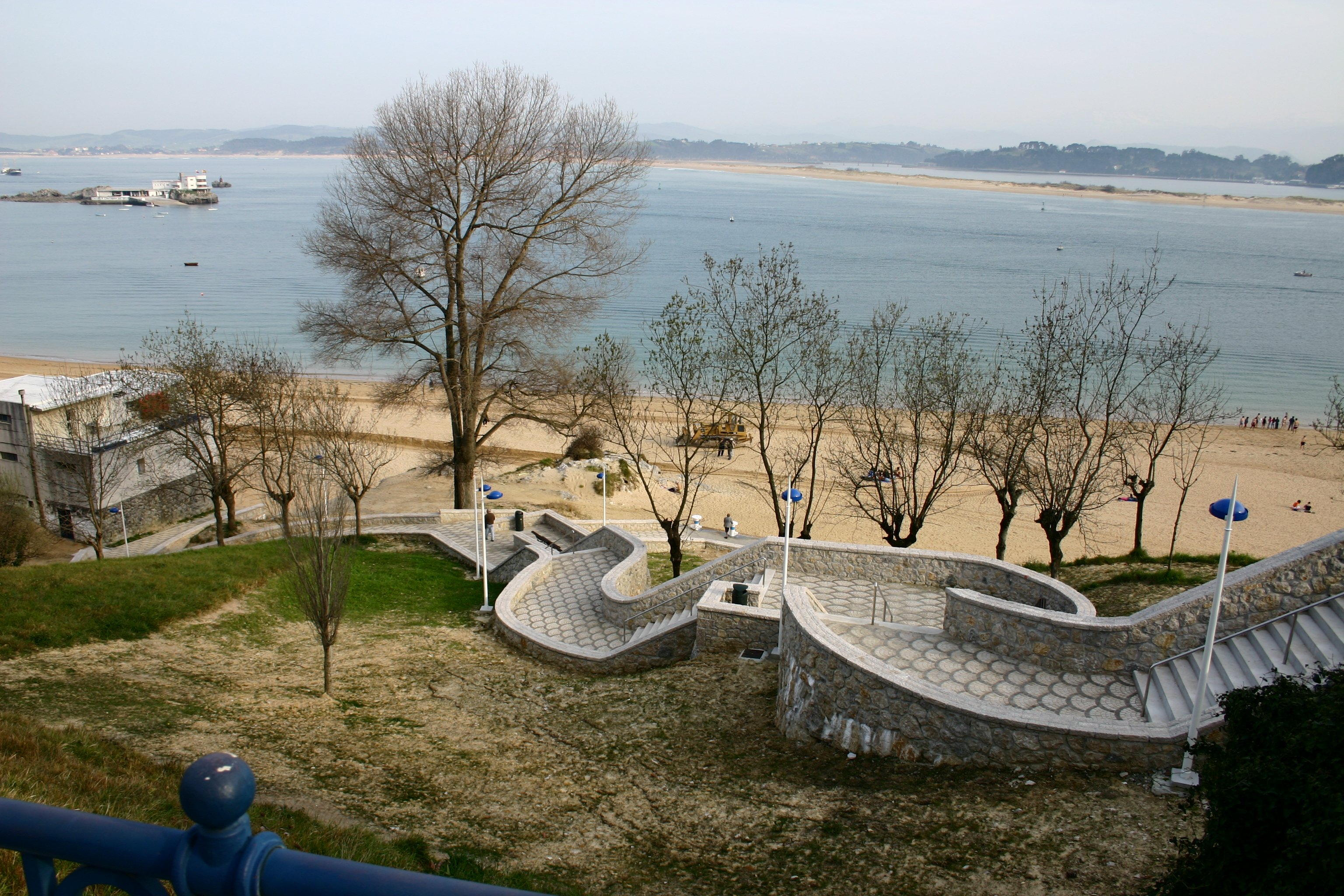
Uno de los accesos a la playa de la Magdalena

José Sanz Tejera, más conocido como Cioli (Santander, 21 de febrero de 1922-ibidem, 23 de abril de 2011), fue un personaje popular de la ciudad de Santander (Cantabria, España).

## Biografía
Panadero jubilado, se hizo conocido por bañarse todos los días del año en las playas santanderinas —especialmente la de la Magdalena— y haber salvado de morir ahogadas en el mar Cantábrico al menos 140 personas. Su primer rescate tuvo lugar en Somo en 1947, cuando salvó a tres personas con la ayuda de un neumático. En 1956 se tituló en Salvamento y Socorrismo. El Ayuntamiento de Santander le dedicó en 1983 una placa ubicada en la escalera original de acceso a la playa de la Magdalena que reza lo siguiente:

EL AYUNTAMIENTO DE SANTANDER
A CIOLI, SALVADOR DE CIEN VIDAS
Santander 1983

También recibió, entre otras condecoraciones, la Medalla de la Cruz Roja, la Medalla de Plata de la Sociedad de Salvamento de Náufragos (19 de abril de 1980), la distinción al Montañés del Año (1985), el premio Alerta de Oro otorgado por votación popular (1985), el Emboque de Oro (1996), el Premio Tonetti (30 de enero de 1997), la Medalla al Mérito de Protección Civil de Cantabria (19 de diciembre de 2009) y la Cruz de Mérito de la Policía Local de Santander (22 de septiembre de 2010).
Falleció a los 89 años de edad la noche del 23 al 24 de abril de 2011 en el complejo del Hospital Universitario Marqués de Valdecilla de Santander, donde había sido ingresado esa misma mañana debido a dificultades respiratorias. Su deceso generó numerosas manifestaciones de pésame por parte de la clase política de la región. La tarde posterior a su fallecimiento, antes del comienzo del partido de liga del Real Racing Club, equipo del que Cioli era aficionado, se guardó en los Campos de Sport de El Sardinero un minuto de silencio en su honor y en el del padre del exjugador y exentrenador del club Manolo Preciado.